# شلی-آن فریزر-پرایس
شلی-آن فریزر-پرایس (به انگلیسی: Shelly-Ann Fraser-Pryce) (متولد ۲۷ دسامبر ۱۹۸۶) دوندهٔ زن دوهای سرعت جامائیکایی است که دو مدال طلا و دو مدال نقره المپیک و ۵ مدال طلا و دو مدال نقره جهانی را دریافت کرده‌است. فریزر در المپیک ۲۰۰۸ پکن به شهرت رسید. دوندهٔ کوچک‌اندام و نسبتاً ناشناختهٔ ۲۱ ساله اولین زن کارائیبی شد که برنده مدال طلای ۱۰۰ متر المپیک می‌شود. وی در المپیک ۲۰۱۲ لندن از عنوان خود دفاع کرد و سومین زنی شد که دو بار پیاپی در ۱۰۰ متر المپیک قهرمان شده‌است. ضمن اینکه دو مدال نقره در رشته‌های ۲۰۰ متر و ۴ در ۱۰۰ متر امدادی را هم در این المپیک به گردن آویخت.
فریزر در قهرمانی جهان ۲۰۱۳ نخستین زنی شد که سه مدال طلا در رشته‌های ۱۰۰ متر، ۲۰۰ متر و ۴ در ۱۰۰ متر امدادی را در یک دوره قهرمانی جهان کسب می‌کند. فریزر در مقایسه با دوندگان دوهای سرعت، قد کوتاه (۱۵۲ سانتی متر) و جثهٔ کوچکی دارد و با توجه به استارت‌های انفجاریش به «راکت جیبی» معروف شده‌است. رکورد ۱۰۰ متر شلی آن فریزر ۱۰٫۷۰ ثانیه است که او را چهارمین زن سریع تاریخ می‌سازد.
فریزر در سال‌های ۲۰۱۲ و ۲۰۱۳ به عنوان ورزشکار زن سال جامائیکا و در سال ۲۰۱۳ از سوی فدراسیون بین‌المللی دو و میدانی به عنوان بهترین ورزشکار زن این رشته انتخاب شده‌است.

## رکوردهای شخصی
| نوع       | مسافت   | رکورد | تاریخ        | مکان               | توضیح                   |
| --------- | ------- | ----- | ------------ | ------------------ | ----------------------- |
| فضای باز  | ۱۰۰ متر | ۱۰٫۷۰ | ۲۹ ژوئن ۲۰۱۲ | کینگستون، جامائیکا | چهارمین زمان برتر تاریخ |
| فضای باز  | ۲۰۰ متر | ۲۲٫۰۹ | ۸ اوت ۲۰۱۲   | لندن               |                         |
| داخل سالن | ۶۰ متر  | ۶٫۹۸  | ۹ مارس ۲۰۱۴  | سوپوت، لهستان      | هفتمین زمان برتر تاریخ  |